# El Nuevo Herald
El Nuevo Herald è un quotidiano statunitense in lingua spagnola. Fondato nel 1977 come El Herald, ha sede a Miami ed è edito dalla The McClatchy Company.
Ha un quotidiano gemello in lingua inglese, il Miami Herald. È diffuso principalmente in Florida e nell'area caraibica.